# エル・パイス
『エル・パイス』（スペイン語: El País）は、スペインで発行されているスペイン語の新聞。発行形態は日刊紙。本社はスペインのマドリードにあり、スペインの代表的メディアグループPrisa（Grupo PRISA）に属す。

## 歴史
1976年の創刊で、スペイン国内ではもっとも発行部数の多い新聞である。スペイン国内だけではなく中南米諸国の記事にも強く、政治思想としては中道左派のスペイン社会労働党寄りである。スペインの新聞には珍しく、国際欄、国内欄、地方欄、ローカル欄の順に記事が編集されている。近年保守系新聞のエル・ムンド紙の激しい猛追により、発行部数は漸減傾向にある。
日本メディアにおいては、朝日新聞と提携している。